# Érsekcsanád
Érsekcsanád là một thị trấn thuộc hạt Bács-Kiskun, Hungary. Thị trấn này có diện tích 58,3 km², dân số năm 2010 là 2843 người, mật độ 49 người/km².